# أنديرس كريستنسن
أنديرس كريستنسن (2 أكتوبر 1985 - ) (بالدنماركية: Anders Christensen)‏ هو لاعب كرة يد دانمركي. لعب مع FCK Håndbold ‏.

## وصلات خارجية
- أنديرس كريستنسن على موقع الاتحاد الأوروبي لكرة اليد (الإنجليزية)